# Polskie Forum Chrześcijańskie

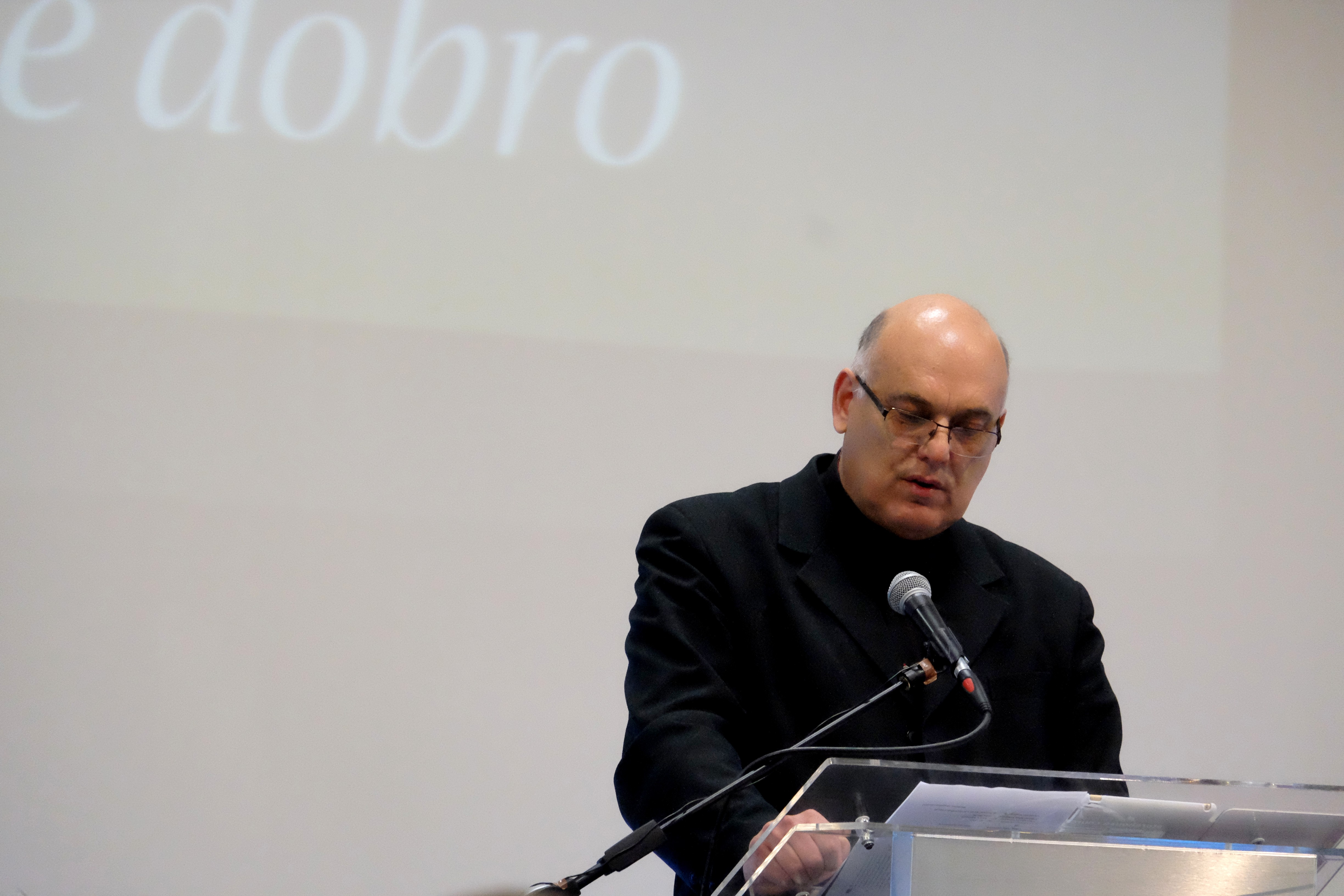
Sekretarz PFCh ks. prof. dr hab. Andrzej Perzyński

Polskie Forum Chrześcijańskie (PFCh) – polskie przedsięwzięcie ekumeniczne zainicjowane w 2016 jako część Globalnego Forum Chrześcijańskiego.

## Historia

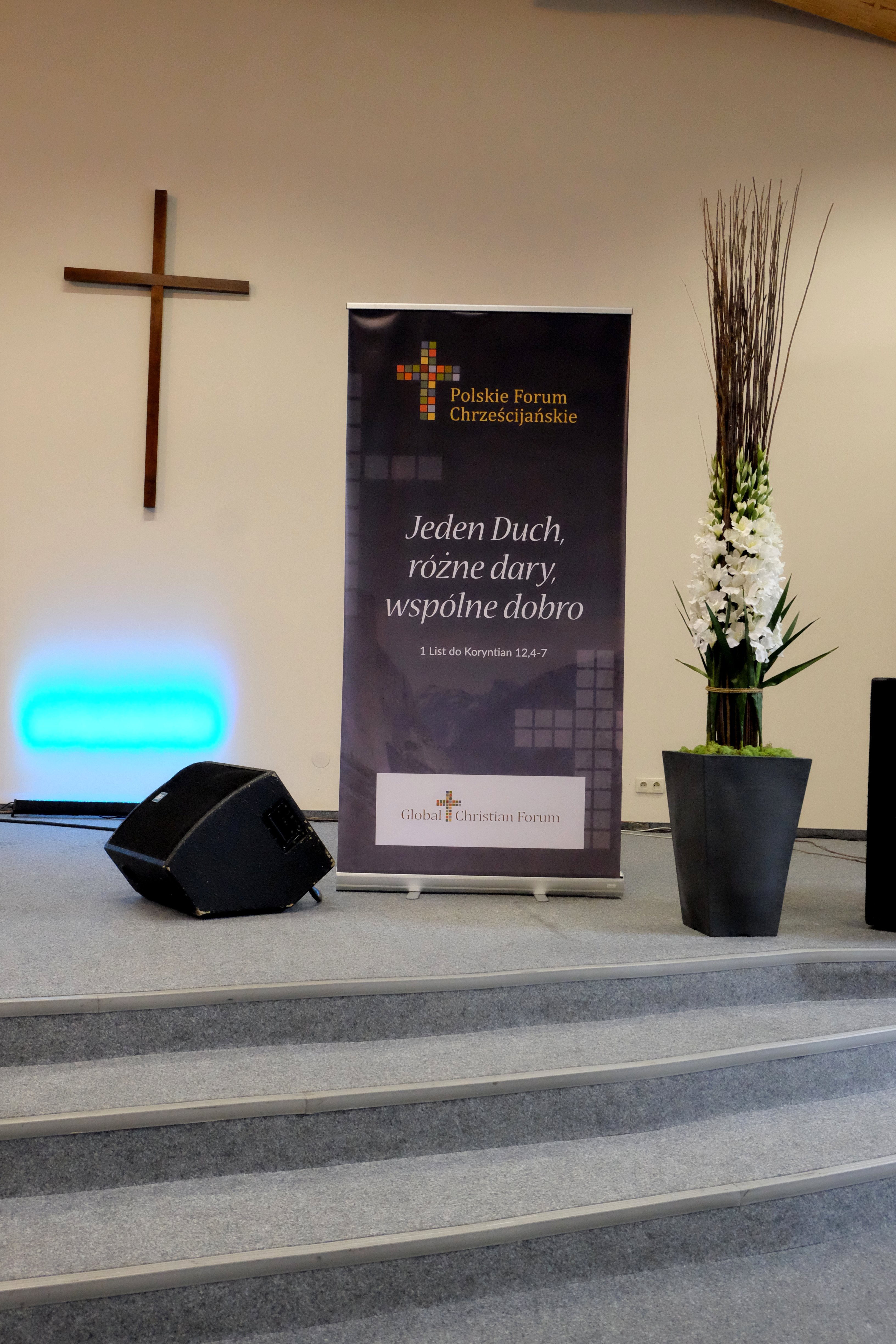

Idea PFCh wywodzi się z działań Globalnego Forum Chrześcijańskiego (Global Christian Forum). Inicjatorem PFCh jest ks. prof. Andrzej Perzyński. Funkcję inicjującą i koordynującą działania forum pełni Komitet Stały PFCh, zaś głównym celem forum jest promowanie nowych, otwartych relacji pomiędzy członkami Kościołów chrześcijańskich w Polsce, którzy dotychczas nie kontaktowali się i nie rozmawiali ze sobą, którzy ograniczali kontakty do wybranej  grupy partnerów, którzy z różnych względów byli niezadowoleni z dotychczasowych kontaktów międzywyznaniowych. Uczestnicy forum pragną stworzyć otwartą przestrzeń, w której mogą się zgromadzić reprezentanci szerokiego spektrum Kościołów chrześcijańskich, teologicznych szkół wyższych i organizacji międzykościelnych, wyznający Trójjedynego Boga i Jezusa Chrystusa jako doskonałego w swojej boskości i człowieczeństwie, w celu wspierania wzajemnego zrozumienia oraz podejmowania wspólnych wyzwań.
20 października 2016 odbyła się organizowana przez PFCh konferencja naukowa pod hasłem „Jeden Duch, różne dary, wspólne dobro” w Wyższej Szkole Teologiczno-Społecznej w Warszawie. Patronat naukowy  nad konferencją sprawowały między innymi Polska Akademia Nauk, Chrześcijańska Akademia Teologiczna w Warszawie, Wyższe Baptystyczne Seminarium Teologiczne w Warszawie oraz Wyższa Szkoła Teologiczno-Społeczna w Warszawie.
4 czerwca 2019 odbyła się konferencja naukowa pt. Na falach Ducha – wyzwania pentekostalizacji organizowana przez Polskie Forum Chrześcijańskie i Wyższą Szkołę Teologiczno-Społeczną w Warszawie. Patronat nad konferencją objęła Polska Rada Ekumeniczna, Alians Ewangeliczny w RP, Komitet Nauk Teologicznych PAN, Chrześcijańska Akademia Teologiczna w Warszawie, Uniwersytet Kardynała Stefana Wyszyńskiego w Warszawie oraz Wyższe Baptystyczne Seminarium Teologiczne w Warszawie, zaś patronat medialny serwis Ekumenizm.pl.

## Komitet Stały Polskiego Forum Chrześcijańskiego
Inicjatorami PFCh, którzy stanowią jego Komitet Stały, są przedstawiciele:
- Konferencji Episkopatu Polski
- Aliansu Ewangelicznego w RP
- Polskiej Rady Ekumenicznej
- Środowiska teologicznego Chrześcijańskiej Akademii Teologicznej w Warszawie
- Środowiska teologicznego Uniwersytetu Kardynała Stefana Wyszyńskiego w Warszawie
- Wyższej Szkoły Teologiczno-Społecznej[6]

## Sekretarz Polskiego Forum Chrześcijańskiego[7]
- ks. prof. Andrzej Perzyński (2016–2020)
- prezb. dr Piotr Nowak (2020–2024)
- ks. dr hab. Sławomir Pawłowski (od 2024)